# Ford Models
Ford Models är en modellagentur grundad år 1946 av Eileen och Jerry Ford. Lindsay Lohan var det första rödhåriga barn som blev modell hos Ford. Andra kända modeller för Ford är Julie Hagerty, Mischa Barton och Ashley Tisdale. Även Paris Hilton har rekryterats till agenturen.

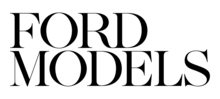